# Inicjały zbrodni
Inicjały zbrodni (ang. The Monogram Murders) – powieść kryminalna napisana w 2014 r. przez Sophie Hannah. Jest to kolejna powieść z serii przygód Herkulesa Poirota, belgijskiego detektywa wykreowanego przez Agathę Christie i zarazem pierwsza powieść poświęcona jego przygodom napisana od czasów jej śmierci. Książka powstała przy poparciu oraz autoryzacji spadkobierców Christie.